# Richard Wailes
Richard Donald Wailes –conocido como Rusty Wailes– (Seattle, 21 de marzo de 1936-Seattle, 11 de octubre de 2002) fue un deportista estadounidense que compitió en remo. Participó en dos Juegos Olímpicos de Verano en los años 1956 y 1960, obteniendo dos medallas, oro en Melbourne 1956 y oro en Roma 1960.

## Palmarés internacional
| Juegos Olímpicos | Juegos Olímpicos      | Juegos Olímpicos | Juegos Olímpicos   |
| Año              | Lugar                 | Medalla          | Prueba             |
| ---------------- | --------------------- | ---------------- | ------------------ |
| 1956             | Melbourne (Australia) | Medalla de oro   | Ocho con timonel   |
| 1960             | Roma (Italia)         | Medalla de oro   | Cuatro sin timonel |